# Karl Korsch
Karl Korsch (Tostedt, 15 de agosto de 1886-Belmont, 21 de octubre de 1961) fue un filósofo, jurista, político y profesor universitario alemán, luego nacionalizado estadounidense. Junto a Georg Lukács, Ernst Bloch y Antonio Gramsci, fue un importante renovador de la filosofía y la teoría marxista en la primera mitad del siglo xx. Estaba casado con la pedagoga reformista y también catedrática Hedda Korsch.

## Vida y obra

### Familia
Karl Korsch nació en 1886 en el pueblo de Tostedt, cerca de Hamburgo, en el seno de una familia evangélica luterana de clase media, hijo de Carl Korsch, empleado municipal, y Therese (nacida Raikowski). Los Korsch tuvieron siete hijos —dos niños y cinco niñas—. La familia paterna había administrado durante generaciones una finca en Friedland (hoy Pravdinsk), en la Prusia Occidental. Tras el matrimonio, la pareja se mudó a Tostedt, distrito de Harburg, Prusia, y de allí más tarde a la ciudad turingia de Meiningen, de cuño franconiano, donde el padre trabajó como empleado de banco y, finalmente, director.
Karl Korsch se casó con la católica Hedwig Francisca Luisa Gagliardi, nacida en Schöneberg el 20 de agosto de 1890, a quien había conocido durante sus estudios en Jena. Hedda era hija de la evangélica luterana Marie Pauline Adelheid Gagliardi (1858-1928), a su vez descendiente del editor, escritor y traductor Friedrich Wilhelm Ernst Dohm (nacido Elias Levy), y de la escritora y feminista Hedwig Dohm. El padre católico de Hedda, Ernesto Francesco Antonio Gagliardi (1854-1933) fue periodista y más tarde se comercializó como escritor. Karl y Hedda tuvieron dos hijas, Sybille (1915-1996, de casada Escalona), apodada «Billchen», y Barbara Maria (1921-2017).

### Educación y estudios
Karl Korsch asistió a la escuela primaria en su natal Tostedt. Después de que la familia se hubiese mudado a Ober Maßfeld, en 1898 ingresó en el Gymnasium Bernhardinum de Meiningen, donde finalizó sus estudios en 1906. Además de las lecturas escolares, el joven Karl estudió obras filosóficas, animado por su padre; frente a este, admirador de Leibniz, el hijo se consideraba un kantiano.
Entre 1906 y 1909, Karl cursó estudios de Ciencias Jurídicas, Ciencias Económicas y Filosofía en la Universidad Ludwig-Maximilian de Múnich, la Universidad de Ginebra, la Universidad Friedrich Wilhelm de Berlín y la Sächsischen Gesamtuniversität de Jena. En esta última desarrolló sus primeros actos y compromisos intelectuales y políticos. Durante el semestre de verano de 1908, restableció junto a Julius Frankenberger la Comunidad de Estudiantes Libres (Freistudentenschaft). El movimiento, del que fue una de las principales personalidades, se oponía a las corporaciones y rechazaba la creciente orientación de los estudios hacia la mera cualificación para perfiles laborales específicos. Asimismo, en estos círculos académicos y estudiantiles mantuvo estrechos contactos con Rudolf Carnap, Hans Reichenbach y Karl Wittfogel. Fue editor de la Jenaer Hochschulzeitung, en la que representó una línea política explícita con numerosos artículos de argumentación marxista. Y también asistió con frecuencia a las reuniones en la Volkshaus de la ciudad.
Después de aprobar su primer examen estatal de Derecho, Korsch completó su pasantía en Meiningen de 1909 a 1910. De vuelta en Jena, ese mismo año obtuvo su doctorado (Doctor iuris) bajo la tutela de Heinrich Gerland, con una disertación sobre La aplicación de las reglas de la carga de la prueba en el proceso civil y la confesión calificada. Recomendado por la Universidad, en enero de 1912 se trasladó a Londres para continuar sus estudios jurídicos, económicos y políticos como ayudante del abogado y economista francfortés Ernst Schuster (1850-1924), tiempo que aprovechó para unirse a los socialistas de la Sociedad Fabiana.

### Servicio militar
En el curso 1910-1911, Korsch había realizado el servicio militar en Meiningen con el Regimiento de Infantería n.º 32 del Ejército alemán. Tras el estallido de la Gran Guerra en agosto de 1914, el regimiento lo requirió para realizar «maniobras extraordinarias». Korsch decidió regresar desde Londres y se ofreció voluntario para luchar en el frente; destinado a Bélgica, allí permanecería desde el 1 de agosto de 1914 al 1 de diciembre de 1918.
Si bien había empezado la guerra como teniente de reserva (Leutnant der Reserve), después de las protestas pacifistas en agosto de 1914 lo degradaron a sargento (Vizefeldwebel). Su experiencia a lo largo del conflicto fue de resignación, concienciación e incluso trauma:

Korsch was in the same regiment in which he had been trained, and many of the officers were former schoolmates from Meiningen. It was the 32nd Infantry Regiment and most of the men in it were country boys. When they left for the war there was no jubilation. The music and bouquets were officially provided; the bands had to play and ladies threw flowers. But the men were moody, sullen or weeping. Korsch’s father and I saw him off at the station—his mother did not want to see it. They were sent into Belgium and Korsch always said that he thought it was a criminal breach of international law to march through a neutral country. He condemned it wholeheartedly and so in the second week of the war he was demoted from lieutenant to sergeant. But he made himself useful in Belgium because he used to exert pressure on the officers and men not to loot and requisition food. He became a kind of unofficial quartermaster, making the soldiers pay for eggs and chickens.
Because he was against the war he never carried a rifle or a sabre. He used to point out that it made no difference, since you were just as safe with or without a weapon: the point was that you were safe neither way. He personally was not going to kill people, but he considered it his mission to bring as many men from his unit home alive as he could.
That was his war aim. He used to volunteer for patrols and was decorated several times—not for any particular action, just for surviving under all that fire. What we at home could never understand was why he was not courtmartialled, but he later said that there were two probable reasons for this. One was that he was useful—he went on patrols, wrote good reports, and gave the officers ideas about how to advance and retreat. The second reason was that everyone knew him from school; and they thought that Korsch had always been crazy, but was not a bad guy. If he had been in a strange regiment he would have been put before a military tribunal straight away. [...] Korsch had been in despair for the last six months of the war.
One grenade had hit his company and the first platoon had been wiped out to the last man. Later he told me that he had fallen into paroxysms of crying and then had got drunk because it was more than he could take. Nearly all the people he had started out with in 1914 were dead and he was desperate because of the massacres. But when the ‘November Revolution’ came he revived and hoped that a better Germany could be built.
(Hedda Korsch, noviembre-diciembre 1972)

### Noviembre de 1918
En 1917, el desgaste bélico y las continuas bajas habían comenzado a manifestarse entre la población y las tropas; un malestar que culminó en protestas, huelgas, deserciones y consejos de trabajadores (Räte). Tras el estancamiento y fracaso de la ofensiva de primavera de 1918, el Ejército alemán inició su retirada hacia las fortificaciones de la Línea Hindenburg. Sobrepasados en sucesivas victorias aliadas, desde el mes de octubre los soldados se sublevaron contra la orden de seguir luchando y se unieron a los trabajadores en consejos que pronto abarcaron las principales ciudades del imperio.
Durante la guerra, la compañía del ahora capitán Korsch (Oberleutnant) se había ganado entre su regimiento el nombre de «la compañía roja», por sus anhelos revolucionarios y su intención de terminar la guerra dejando de luchar. Para 1918, Korsch fue uno de los fundadores del consejo de trabajadores y soldados de Meiningen, donde resultó elegido. Conscientes del ánimo entre las tropas y de la figura de Korsch, las autoridades decidieron postergar su desmovilización; mientras las diferentes unidades regresaban a casa, ellos no lo harían hasta enero de 1919.
Esto impidió en buena medida que participasen en el levantamiento de principios de año. Tras el cambio de Gobierno y la firma del armisticio el 11 de noviembre, el creciente descontento de la población civil y los militares desmobilizados cristalizó en unha huelga general y combates callejeros, secundados por el recién creado Partido Comunista de Alemania (KPD). La compañía de Korsch fue desmobilizada cerca de Berlín, pero no tenía ningún contacto con los revolucionarios —al ser en su mayoría de Meiningen—, y tampoco lo tuvo con la insurrección.
Reprimida la revolución y sus actores, en los meses siguientes Alemania volvería a una cierta normalidad institucional con la Constitución de Weimar, si bien continuaría la violencia callejera y continuas tentativas por hacerse con el poder: tanto los militares en marzo de 1920 como los comunistas en octubre de 1923 y los grupos ultranacionalistas —el Partido Nacionalsocialista Obrero Alemán— en noviembre de 1923. Solo a partir de 1924 gozaría la República de Weimar de una relativa estabilidad que le permitió recuperar la economía y restablecer las relaciones exteriores; hasta 1929.

### Un intelectual y político comunista en Weimar

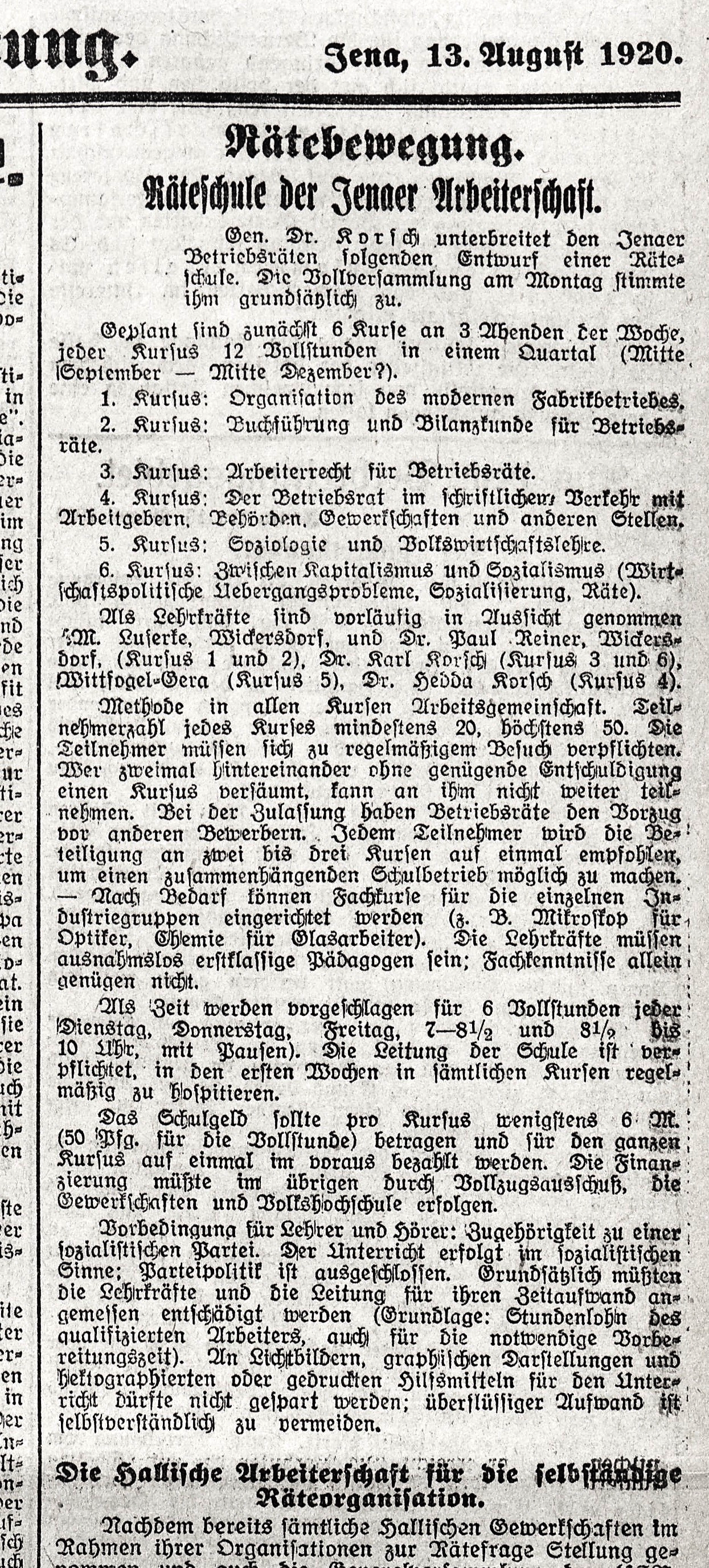
Artículo del 13 de agosto de 1920, incluido en el suplemento de la Neue Zeitung de Jena, titulado «Escuelas municipales de la comunidad trabajadora de Jena». En él se hace un llamado a los obreros de la ciudad para que asistan a los cursos impartidos por Paul Reiner y Martin Luserke, los Korsch y Karl Wittfogel. A Reiner y Luserke corresponderían los cursos 1 y 2, sobre «organización de las empresas fabriles modernas» y «contabilidad y saldo». Karl Korsch impartiría los cursos 3 y 6: «Derecho del trabajador de los consejos de empresa» y «Entre el capitalismo y el socialismo (problemas de transición político-económica, socialización, consejos)». Hedda Korsch (curso 4) se encargaría de «El consejo de empresa en el trato cristiano con los empleadores». Y Wittfogel sen encargaría del curso 5, unas «Lecciones de sociología y economía política».

Miembro temporal de la Comisión de Socialización de la Minería del Carbón en Berlín, Korsch se unió en julio de 1919 al Partido Socialdemócrata Independiente de Alemania (USPD), antigua escisión de los socialdemócratas en el Gobierno. Como miembro del USPD perteneció a su ala izquierda que en octubre de 1920, durante el congreso del partido en Halle, se pronunció a favor de fusionarse con el KPD. Una vez unificados en el mes de diciembre, Korsch adoptó una línea leninista, particularmente activo en la propaganda.
En 1919 completó su doctorado (Habilitation) en la Facultad de Derecho de Jena. Sin embargo, de su tesis (Habilitationsschrift) sobre Derecho y protección jurídica en los procesos civiles ingleses solo se conservan dos informes posdoctorales. Su labor docente y pedagógica continuó junto con Hedda, el artista Martin Luserke, el químico Paul Reiner y el sociólogo Karl August Wittfogel, quienes ejercieron de profesores en una escuela municipal para los trabajadores de Jena en 1920. Como reza el recorte de periódico (derecha), maestros y participantes debían pertenecer a un partido socialista

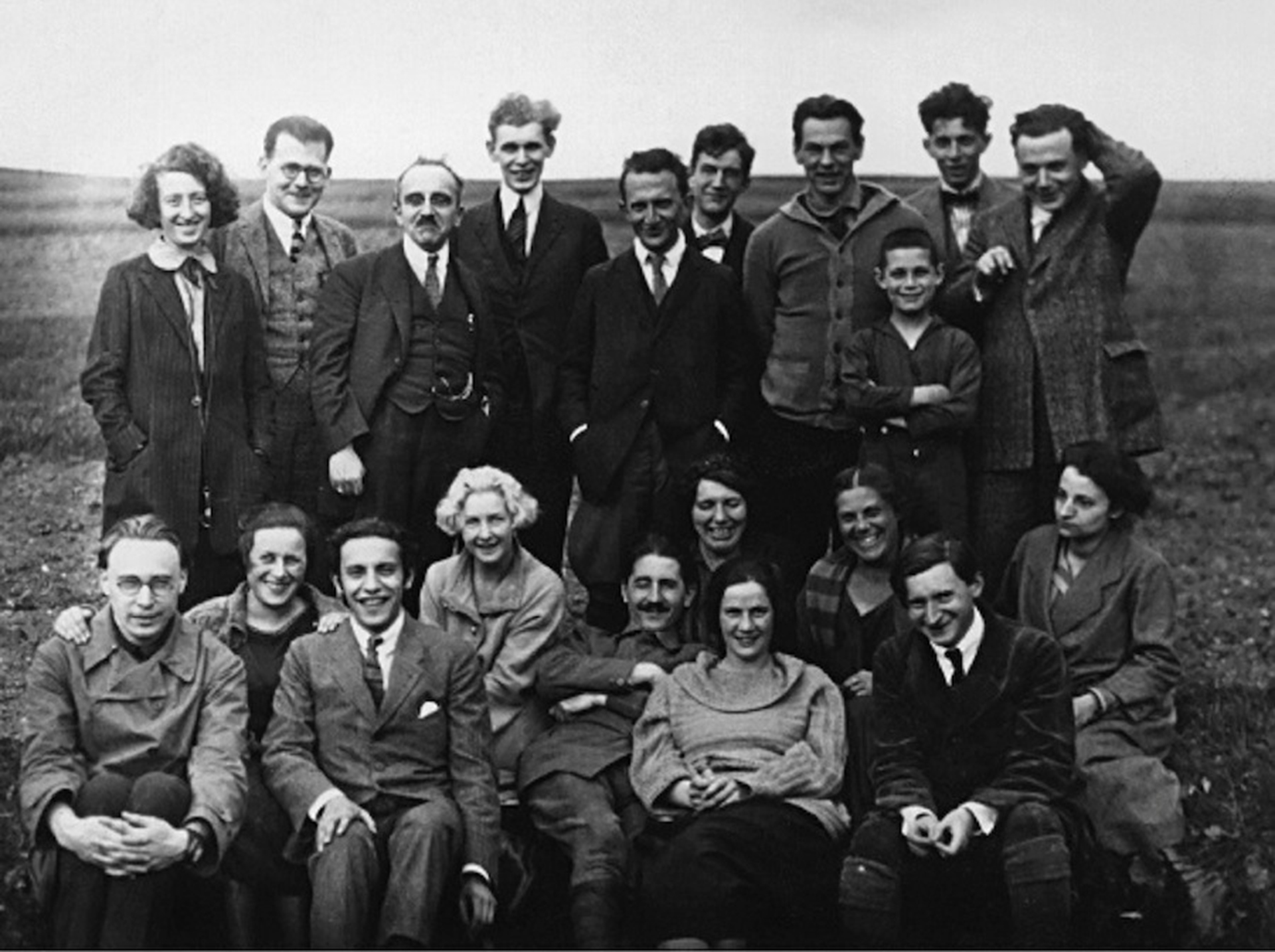
Retrato grupal de la Marxistische Arbeitswoche, celebrada en Geraberg en agosto de 1923. Los presentes son como sigue. Sentados, de izquierda a derecha: Karl August Wittfogel, Rose Wittfogel, desconocido, Christiane Sorge, Karl Korsch, Hedda Korsch, Käthe Weil, Margarete Lissauer, Béla Fogarasi y Gertrud Alexander. De pie, de izquierda a derecha: Hede Massing, Friedrich Pollock, Eduard Ludwig Alexander, Konstantin Zetkin, Georg Lukács, Julian Gumperz, Richard Sorge, Karl Alexander (el niño), Felix Weil y desconocido.

En los siguientes años se involucraría en diferentes actividades culturales y políticas. En mayo de 1923 participó y ayudó a organizar la Semana Marxista del Trabajo. Profesor asociado en Jena, no fue hasta finales de agosto de 1923 —en contra de la voluntad de la Facultad y la dirección universitaria— que logró asentarse, primero como profesor extraordinario, a partir del 1 de octubre como titular de Derecho Civil, Procesal y Laboral.
Del 16 de octubre al 12 de noviembre de 1923, Korsch fue ministro de Justicia en el segundo gobierno de August Frölich en Turingia, una coalición entre el Partido Socialdemócrata y el Partido Comunista. Uno de sus colaboradores era Paul Reiner. No obstante, los comunistas dimitieron y abandonaron el efímero gabinete, al anticipar la reacción del presidente Friedrich Ebert mediante decreto de emergencia frente a la amenaza de una revolución comunista (véase Deutscher Oktober). Después de la ocupación militar, Korsch tuvo que esconderse durante un tiempo por haber pedido la formación de centenares de proletarios.
En febrero de 1924 fue elegido de nuevo miembro del Parlamento estatal (Landtag) de Turingia. En julio se trasladó al Reichstag y, tras renunciar a su acta en el Landtag, fue reelegido al Reichstag en diciembre. En el mes de mayo asumió el cargo de editor del periódico teórico del Partido Comunista, Die Internationale; y en verano participó en el V Congreso Mundial de la Internacional Comunista (Komintern), en Moscú.
El 30 de abril de 1926, Korsch fue expulsado del Partido Comunista. A su alrededor se formó en Berlín un círculo al que asistieron intelectuales como Bertolt Brecht, Alfred Döblin y Susanne Leonhard, con quienes discutió sobre teoría comunista. Asimismo, mantuvo un vínculo con el grupo opositor Timoféi Saprónov e Iván Smirnov dentro del Partido Comunista de la Unión Soviética (véase Declaración de los 46).

## Evolución política
Korsch estudió en Londres entre 1912 y 1914, donde se convirtió en un miembro de la Sociedad Fabiana. En este tiempo se casó con la persona que tendría más implicación en su trabajo teórico durante toda su vida, Hedda Gagliardi. Durante la Primera Guerra Mundial Korsch derivó a posturas ideológicas más radicalizadas dentro del panorama alemán, llevado tanto por las posiciones colaboracionistas de los partidos de la izquierda tradicional como por la experiencia revolucionaria de Rusia. Las revueltas tales como la de los Espartaquistas, en Berlín en enero de 1919, y la de la República Soviética Bávara en abril de 1919, hacen ver la revolución como algo inminente en Europa. Korsch centró sus estudios y escritos de este tiempo en el trabajo para la sustitución del capitalismo por la gestión de los Soviet en Alemania, publicándolos bajo el título de ¿Qué es la socialización? en marzo de 1919. Korsch se unió al Partido Comunista de Alemania en 1920. Fue ministro comunista de justicia en el gobierno regional de Thuringian en octubre de 1923.
El intento de celebrar una conferencia inaugural en Jena, en mayo de 1924, y regresar a la Universidad fracasó. El nuevo Gobierno estatal de Turingia, una coalición nacionalista y conservadora entre el Partido Popular Alemán, el Partido Nacional del Pueblo Alemán y la Liga Agrícola Turingia (Thüringer Landbund), le denegó a Korsch su puesto docente, si bien mantuvo sus derechos y el título de profesor titular. Pero en agosto de 1925, una cámara falló a su favor en segunda instancia contra el Land de Turingia, por lo que debieron reintegrarle en sus derechos.
Después del nombramiento de Hitler como canciller del Reich en enero de 1933, y tras la «transferencia de poder» a los nacionalsocialistas en el mes de abril, Korsch fue destituido junto a otros miles de funcionarios de filiación izquierdista o «no arios» por la Ley para la Restauración de la Función Pública.
Korsch atribuyó el fracaso de la revolución alemana a la carencia de preparación ideológica y a la dirección de la clase obrera. Por consiguiente, se centró en el desarrollo de las organizaciones de trabajadores en organizaciones subjetivamente capaces de aprovechar las oportunidades revolucionarias. En contraste con lo que consideró un fatalismo materialista, creyó que sería posible impulsar a las organizaciones de los trabajadores hacia acciones políticas más audaces si se dedicaba un mayor esfuerzo en la difusión de la teoría marxista entre los trabajadores.[cita requerida]
En su último trabajo, rechazó el marxismo ortodoxo, juzgándolo históricamente anticuado, y quiso adaptarlo a la nueva situación. En sus Diez tesis (1950) escribió que "el primer paso que hay que dar para volver a una teoría y una práctica revolucionaria es romper con la pretensión del marxismo de monopolizar la iniciativa revolucionaria y la dirección teórica y práctica" y que "todos los intentos de restablecer íntegramente la doctrina marxista en su función original de teoría de la revolución social de la clase obrera son hoy utopías reaccionarias".

## Filosofía
Korsch partió especialmente de considerar que la teoría marxista estaba perdiendo su precisión y validez (en palabras del momento, estaba "vulgarizándose") en la dirección de las diversas organizaciones socialistas. Su obra maestra, Marxismo y filosofía, es una tentativa de restablecer el carácter histórico del marxismo como heredero de Hegel. Comienza con una cita de Lenin sacada de su discurso Sobre el significado del materialismo militante: "[debemos] constituir algo así como una 'sociedad de amigos materialistas de la dialéctica hegeliana'".
En la formulación de Korsch, Hegel representó en lo ideológico el progreso material de la burguesía. Junto a la extinción del hegelianismo alrededor de 1848, la burguesía perdió su pretensión de representar una función progresista en la sociedad, dejando de ser el valor universal. Marx, al tomar a Hegel y transformar su filosofía en algo nuevo, en la cual los trabajadores pasaban a ser la clase progresista, representó el momento en el cual el mando revolucionario pasó de la burguesía a la clase obrera. Para Korsch, la idea central de la teoría de Marx era lo que él llamó "el principio de la especificación histórica". Esto es los medios para "comprenden la sociedad en términos de una época histórica definida". (Korsch, Karl Marx, p. 24) y acentuó que Marx "se ocupó de todas las categorías de la investigación económica y socio-histórica en la forma específica y en la conexión específica en la cual aparecen en sociedad burguesa moderna. Él no los trató como categorías eternas." (cit. de Op. Sys., p. 29.)
La postura de Korsch tenía implicaciones desagradables para la estructura oficial del partido comunista - no siendo la menor que ponía de relieve las debilidades ideológicas del partido como la única explicación material para la falta de revolución. Publicado en 1923, "Marxismo y filosofía" fueron fuertemente contestados por militantes del partido y otros miembros prominentes del ala izquierda, incluyendo a Karl Kautsky y Grigory Zinoviev. Zinoviev dijo de Korsch y de su colega Georg Lukács que "si aparecen unos cuantos más de estos profesores que ponen en causa la teoría, nos perderán". Durante los cinco años siguientes el Partido Comunista Alemán purgó gradualmente todas esas voces disidentes. Korsch sobrevivió dentro de una corriente conocida como el Lefts resuelto, hasta su expulsión en abril de 1926. Siguió siendo diputado comunista en el Reichstag.

## Influencia
La crítica de Korsch no fue aceptada por los teóricos comunistas oficiales. Siguió representando el pensamiento de disidentes y de comunistas teóricos por varias décadas. Dentro de esas corrientes, particularmente en Alemania, Gran Bretaña, Hungría e Italia, su influencia varía de grupo a grupo, pero llegó a ser más significativa durante el breve renacimiento de la política revolucionaria en los años 60 y principios de los 70. Korsch enseñó a Bertolt Brecht, con quien mantuvo amistad, el dramaturgo marxista que dijo que él escogió a Korsch para enviarle sus obras marxistas, debido a su independencia del partido comunista. Korsch influyó en Felix Weil, fundador del Instituto para la Investigación Social y origen de la influyente Escuela de Frankfurt. Influenció al historiador marxista alemán Arturo Rosenberg. Otros "discípulos indirectos" son Franz Jakubowski y Sidney Hook, exestudiante, antes de su rechazo del marxismo.

## Obra
- Three essays on Marxism, introduction by Paul Breines, New York : Monthly Review Press, 1971 (This contains the essays Why I am a Marxist, Introduction to Capital and Leading Principles of Marxism: a Restatement).
- Marxism and philosophy, London :NLB 1972
- Ten Theses on Marxism Today, at http://www.marxists.org/archive/korsch/1950/ten-theses.htm.
- Karl Marx (New York: John Wiley & Sons, 1938)
- A Gesamtausgabe (Obras Completas) editadas en alemán por Offizin Verlag, Hanover, Alemania.

### Escritos y memorias
- Korsch, Hedda (noviembre-diciembre 1972). «Memories of Karl Korsch». New Left Review 76. Consultado el 31 de enero de 2021. Posteriormente incluido en Mulhern, Francis, ed. (2011). «Hedda Korsch. Memories of Karl Korsch». Lives on the Left. A group portrait. Londres: Verso. pp. 15-28. ISBN 978-1-84467-798-6.

- Korsch, Karl (1977).  Douglas Kellner, ed. Revolutionary theory (en inglés). Austin-Londres: University of Texas Press. ISBN 978-0-292-75739-4.
- Korsch, Karl (1980).  Michael Buckmiller, ed. Gesamtausgabe. Rätebewegung und Klassenkampf. Schriften zur Praxis der Arbeiterbewegung 1919-1923 2. Fráncfort del Meno: Europäische Verlagsanstalt. ISBN 3-4340-0302-9.